# Mark Leonard
Mark Anthony Leonard (St Helens, 27 settembre 1962) è un ex calciatore inglese, di ruolo attaccante.

## Carriera
Inizia a giocare nel 1981 con i semiprofessionisti del Witton Albion; al termine della stagione 1981-1982 viene acquistato dall'Everton, club di prima divisione, con cui di fatto non scende però mai in campo, trascorrendo comunque in rosa la gran parte della stagione 1982-1983: fanno eccezione solamente gli ultimi due mesi della stagione in questione, nei quali gioca le sue prime 7 partite da professionista, in prestito al Tranmere, in terza divisione. Nell'estate del 1983 viene ceduto al Crewe Alexandra, in quarta divisione; dopo complessive 15 reti in 54 partite giocate nell'arco di due stagioni passa allo Stockport County, club con il quale realizza 23 reti in 73 partite nell'arco di poco meno di due anni. Successivamente dal 1986 al 1990 gioca in seconda divisione al Bradford City, con cui invece dal 1990 al 1992 gioca in terza divisione; dopo un totale di  157 presenze e 29 reti in incontri di campionato con i Bantams, conclude la stagione 1991-1992 segnando una rete in 9 presenze in quarta divisione con il Rochdale. Risale poi in terza divisione per la stagione 1992-1993, nella quale segna un gol in 22 presenze con il Preston N.E., che a fine anno retrocede però in quarta divisione, e lo cede al Chester City: qui Leonard nella stagione 1993-1994 segna 8 reti in 32 presenze contribuendo alla conquista di una promozione dalla quarta alla terza divisione, per poi giocare per un ulteriore quinquennio in quarta divisione con le maglie di Wigan (64 presenze e 12 reti dal 1994 al 1996) e nuovamente Rochdale (62 presenze e 5 reti tra il 1996 ed il 1999, anno nel quale all'età di 37 anni si ritira).
In carriera ha totalizzato complessivamente 498 presenze e 95 reti nei campionati della Football League.